# Live in Tokyo (Weather Report)
| Recensione   | Giudizio     |
| ------------ | ------------ |
| AllMusic     |              |
| Sputnikmusic | 4.5 (Superb) |
| Debaser      |              |

Live in Tokyo è un album dal vivo del gruppo musicale statunitense Weather Report, pubblicato nel 1972 nel solo Giappone.

## Tracce

### LP
Lato A
1. Medley – 26:19

Lato B
1. Medley – 19:24

Lato C
1. Orange Lady – 18:18 (Joe Zawinul)

Lato D
1. Medley – 13:52
2. Medley – 10:58

## Formazione
- Wayne Shorter - sassofono soprano, sassofono tenore
- Joe Zawinul - pianoforte acustico, pianoforte elettrico
- Miroslav Vitous - contrabbasso, basso elettrico
- Eric Gravatt - batteria
- Dom Um Romão - percussioni

## Crediti
- Kiyoshi Itoh - produttore
- Registrato il 13 gennaio 1972 al Shibuya Philharmonic Hall di Tokyo, Giappone
- Susumu Satoh - ingegnere delle registrazioni
- Tadayuki Naitoh - foto copertina album originale
- Eiko Ishioka e Yashio Nakanishi - design copertina album originale
- Ringraziamenti speciali a JOLF e Universal Orient Promotions[4]